# Meinerzhagen
Meinerzhagen es un municipio situado en el distrito de La Marck, en el estado federado de Renania del Norte-Westfalia (Alemania), con una población a finales de 2016 de unos 20 650 habitantes.
Se encuentra ubicado en la zona centro-sur del estado, en la región de Arnsberg, a poca distancia al sur del río Lippe —un afluente derecho del Rin—, en el territorio montañoso de Sauerland.